# 齊德利納河

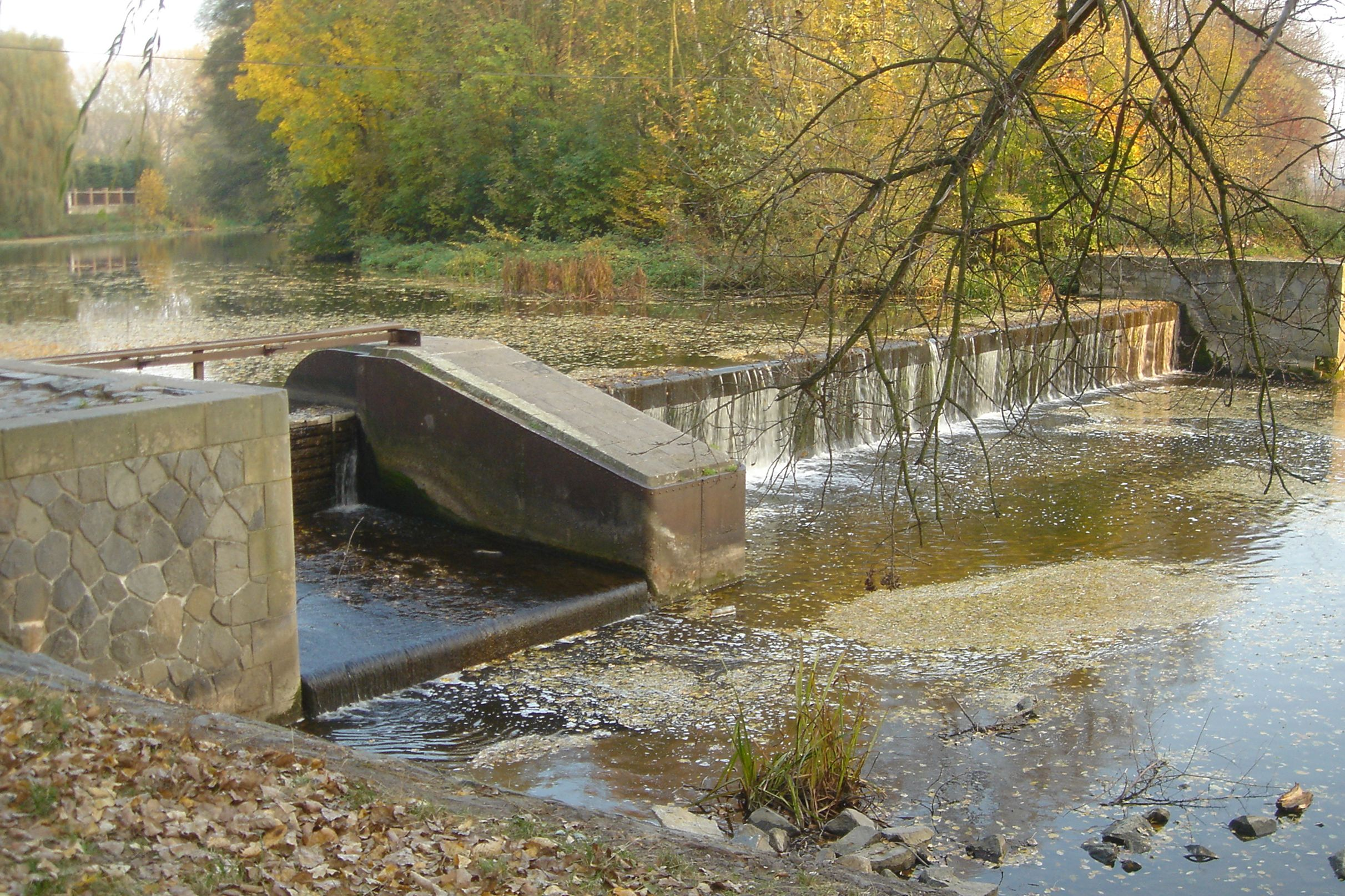

齊德利納河是捷克的河流，河道全長87.27公里，流域面積1,164.51平方公里，流經伊欽、新比焦夫和齊德利納河畔赫盧梅茨，最終在齊德利納河畔利比采與易北河匯流。

## 外部連結
- Information at the Water Management Research Institute

50°07′23″N 15°09′30″E / 50.1229169183°N 15.1584720612°E